# Javi López (football, 1986)
Pour les articles homonymes, voir Javi López.
Javi López, né le 21 janvier 1986 à Osuna (Espagne), est un footballeur espagnol évoluant au poste d'arrière droit à l'Adélaïde United.

## Biographie
Le 21 août 2020, après treize ans au club et 283 matches disputés pour trois buts, López résilie son contrat et quitte l'Espanyol Barcelone. Le départ du joueur divise les supporters, certains le remerciant pour ses années et son professionnalisme tandis que d'autres pointent son manque d'efficacité et sa responsabilité dans la descente du club — López étant capitaine.
Le 25 novembre 2020, il rejoint le club australien de l'Adélaïde United pour une saison.

## Palmarès
Vierge